# 단양읍
단양읍(丹陽邑)은 대한민국 충청북도 단양군의 군청 소재지이다.

## 개요
중앙선의 요역으로 죽령 밑의 협소한 곡저(谷底)에 길게 자리잡고 있다. 죽령(689ｍ)의 또아리 고개라는 루프 식 선로를 통하여 비탈진 고개를 넘어 영남 지방과 통하는데, 단양에서 이 곳 죽령까지의 산지에는 경사가 느려 높은 곳까지 개간되어 계단식 산지 송전이 개발되고 산림이 우거진 동사면(경북)과는 대조적이다.
부근에는 단양팔경을 비롯하여 단양 제2팔경, 향산 석탄(보물 제405호)·측백수림(8천 그루, 천연기념물 제62호) 및 조선 누층군 막골층에 발달한 석회암 동굴로 고수리 동굴(종유굴), 온달동굴, 노동동굴 등이 있다.
쌀, 잡곡, 담배, 인삼, 한지, 삼베 등을 생산하며, 단양탄전에 위치해 석회석, 무연탄, 흑연 등의 광물이 풍부하다.

## 역사
- 1760년경 : 여지도서에 의하면 읍내면이라 하여 북평리, 상방리, 중방리, 하방리가 언급되었다.
- 1909년 : 읍내면에 10개의 마을 이름이 나타나는데 각각 상방 · 중방 · 하방 · 외중방 · 북하 · 북상 · 현천 · 덕상 · 심곡 · 증도이다.
- 1914년 3월 1일 : 부군면 통폐합에 의해 단양군과 영춘군이 합병되었고, 읍내면은 봉화면으로 개칭되면서 서면 8개리를 흡수하여 18개리가 되었다. 서면 8개리는 대잠리, 가산리, 회산리, 벌천리, 양당리, 고평리, 두항리, 장회리이다.

| 1914년          | 1914년 | 현재          | 현재 |
| --------------- | --- | ------------- | --- |
| 면              | 리 | 시·구·면      | 리 |
| 봉화면 (鳳化面) | 가산리, 고평리, 대잠리, 두항리, 벌천리, 북상리, 북하리, 상방리, 양당리, 외중방리, 장회리, 중방리, 하방리, 회산리 | 단양군 단성면 | 가산리, 고평리, 대잠리, 두항리, 벌천리, 북상리, 북하리, 상방리, 양당리, 외중방리, 장회리, 중방리, 하방리, 회산리 |
| 봉화면 (鳳化面) | 덕상리, 심곡리, 증도리, 현천리, 후곡리                                                                           | 단양군 단양읍 | 덕상리, 심곡리, 증도리, 현천리, 후곡리                                                                           |

- 1917년 : 봉화면이 단양면으로 개칭
- 1979년 : 단양읍으로 승격
- 1985년 7월 15일 : 충주댐 건설로 인한 신단양 이주에 따라  매포읍의 상진리, 도전리, 별곡리, 도담리가 단양읍에 편입되었다. 기존 구단양에는 구단양출장소가 설치.
- 1989년 1월 1일 : 대강면의 후곡리, 장현리, 노동리, 마조리, 수촌리, 천동리, 금곡리, 기촌리, 고수리 9개리가 단양읍에 편입되었다.
- 1992년 : 구단양출장소가 단성면으로 승격되면서 북상리, 북하리, 상방리, 중방리, 하방리, 외중방리, 장회리, 두항리, 고평리, 양당리, 벌천리, 회산리, 가산리, 대잠리 14개리 관할이 단성면으로 이속되었다.

## 행정 구역

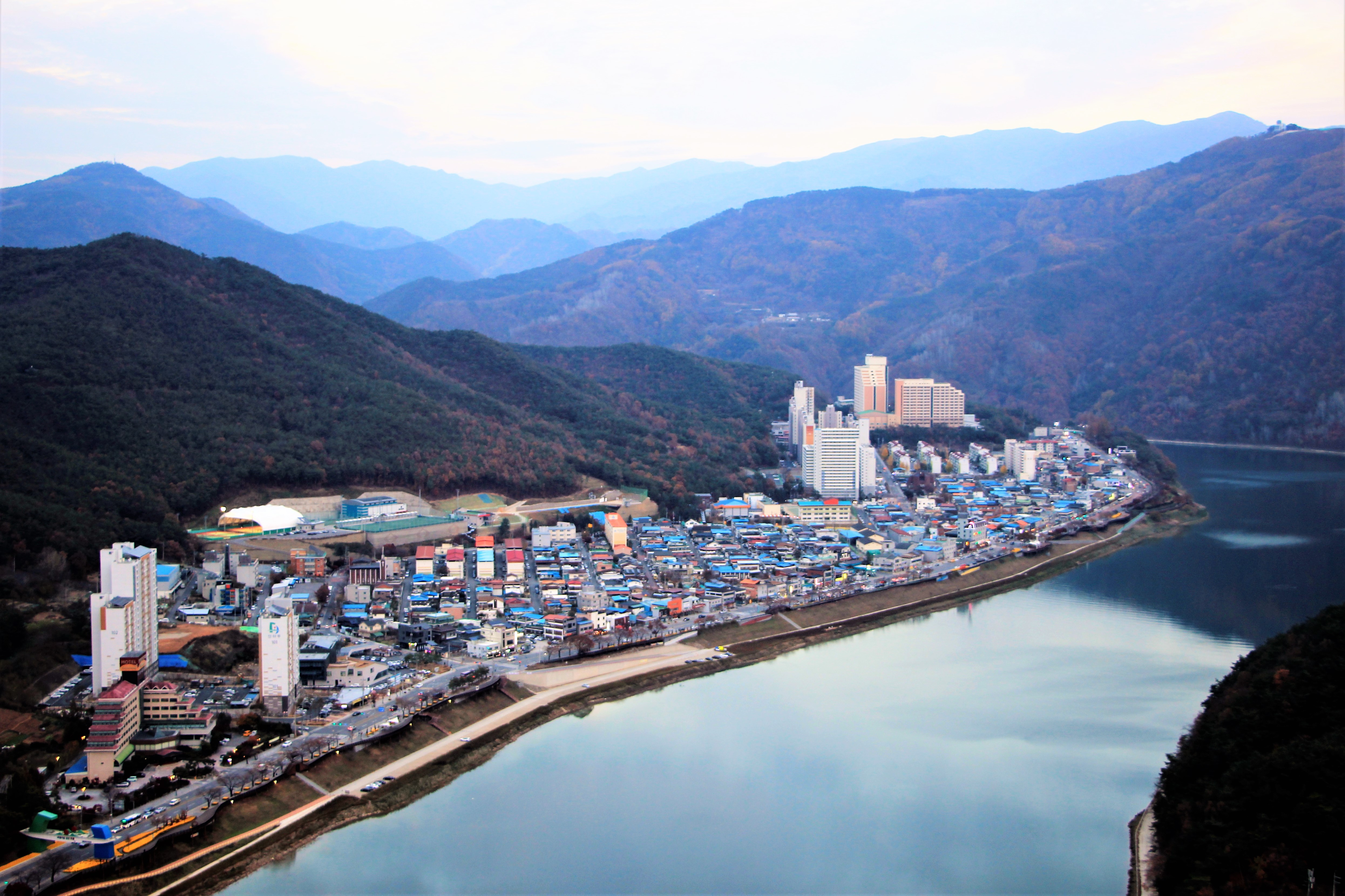
만천하 스카이워크에서 바라본 단양읍 전경.

| 법정리 | 행정리                                      | 비고                   |
| ------ | ------------------------------------------- | ---------------------- |
| 고수리 | 고수리                                      |                        |
| 금곡리 | 금곡리                                      |                        |
| 기촌리 | 기촌리                                      |                        |
| 노동리 | 노동리                                      |                        |
| 덕상리 | 덕상리                                      |                        |
| 도담리 | 도담리                                      |                        |
| 도전리 | 도전1리, 도전2리, 도전3리                   |                        |
| 마조리 | 마조리                                      |                        |
| 별곡리 | 별곡1리, 별곡2리, 별곡3리                   | 읍 행정복지센터 소재지 |
| 상진리 | 상진1리, 상진2리, 상진3리, 상진4리, 상진5리 |                        |
| 수촌리 | 수촌리                                      |                        |
| 심곡리 | 심곡리                                      |                        |
| 장현리 | 장현리                                      |                        |
| 증도리 | -                                           | 거주 인구 없음         |
| 천동리 | 천동리                                      |                        |
| 현천리 | 현천리                                      |                        |
| 후곡리 | 후곡리                                      |                        |

## 참고 자료
- 이 문서에는 다음커뮤니케이션(현 카카오)에서 GFDL 또는 CC-SA 라이선스로 배포한 글로벌 세계대백과사전의 내용을 기초로 작성된 글이 포함되어 있습니다.